# Cultius del Nou Món

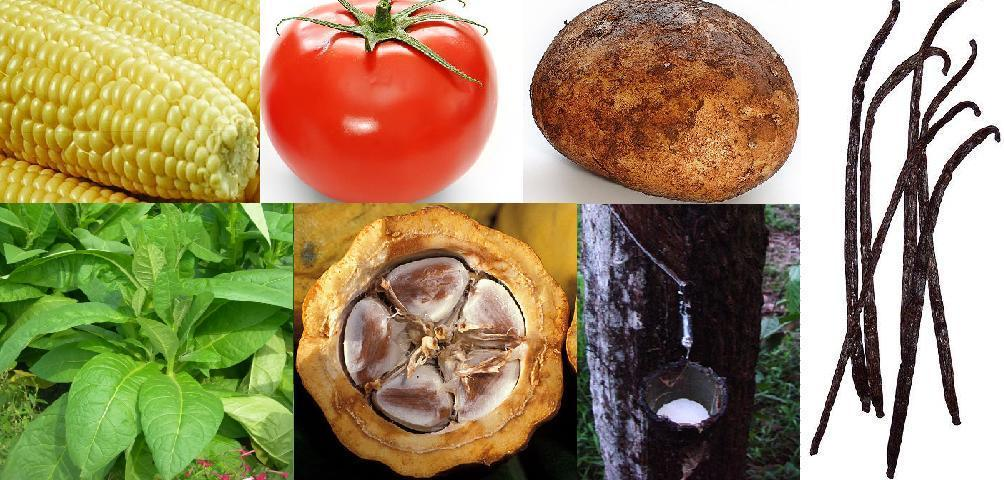
Muntatge de plantes domesticades del Nou Món. En sentit horari, començant per la part superior esquerra: 1. Blat de moro (Zea mays) 2. Tomàquet (Solanum lycopersicum) 3. Patata (Solanum tuberosum) 4. Vainilla (Vanilla planifolia) 5. Arbre del cautxú de Pará (Hevea brasiliensis) 6. Cacau (Theobroma cacao) 7. Tabac (Nicotiana rustica)

Els cultius del Nou Món són aquells conreus, aliments i altres productes, que eren originaris del Nou Món (principalment les Amèriques) abans de 1492 dC i que no es trobaven al Vell Món abans d'aquesta època. Molts d'aquests cultius ara es conreen arreu del món i sovint s'han convertit en part integral de la cuina de diverses cultures del Vell Món. Entre aquests cultius destaquen les Tres Germanes : blat de moro, carbassa d'hivern i mongetes enfiladisses.

## Llista de conreus
| Cereal                                               | petit ordi, blat de moro, , arròs salvatge |
| Pseudocereal                                         | amarant, chía, noudós, Chenopodium, quinoa, gira-sol, Iva annua (extint com a cultiu) |
| Fruita                                               | açaí, acerola, alvocat, nabiu americà, poma d'anacard, xaiotea, xirimoia, nabiu americà, Bitxo, curuba, maduixa de Virgínia, feijoa, Llambrusca, Jaboticaba muscadina, guaiaba, huckleberry, maúbacabe, jurubacabe, jaburiabari naranjilla, papaia, papaia, fruita de la passió, pebrots, caqui americà, pinya, pitanga, pitaia, figuera de moro, guanàbana, carabasses o carbasses, sucre-poma , Casimiroa edulis, Diospyros nigra, Pouteria campechiana, tomàquet, tomaquera d'arbre, canistel, Babaco, tucum Fruits secs : castanya americana, araucària, Juglans nigra, nou del Brasil, anacard, pacana, pacaner, vainilla, Gevuina, mongetes, cacauet. |
| Espècies                                             | Pebre de Jamaica |
| Cultius de llavors                                   | achiote, guaranà, cacau en gra Mongetes (lleguminoses) : mongeta comuna, garrofó, cacauet, mongeta escarlata, mongeta tepari |
| Arrel                                                | arracacha, jícama, canna, mandioca, leren, moniato, yacón |
| Tiges subterrànies (tubercles, rizomes, bulbs, etc.) | Nyàmera, camassia, hopniss, mashua, oca, patata, Ullucus tuberosus |
| Fulles                                               | atzavara, coca, tabac, herba mate, iuca |
| Fluids                                               | Myroxylon pereirae, xicle, xarop d'auró, cautxú |
| Fusta                                                | Haematoxylum campechianum |
| Fibra                                                | algunes espècies de cotó |

## Cronologia del cultiu
El nou món va desenvolupar l'agricultura almenys l'any 8000 aC. La taula següent mostra quan es va domesticar per primera vegada cada cultiu del Nou Món.
| Data         | Cultius                 | Ubicació                           |
| ------------ | ----------------------- | ---------------------------------- |
| 8000 aC      | Carbassera              | Oaxaca, Mèxic                      |
| 8000–5000 aC | Patata                  | Andes peruans i bolivians          |
| 6000–4000 aC | Pebrots                 | Bolívia                            |
| 5700 aC      | Blat de moro            | Guerrero, Mèxic                    |
| 5500 aC      | Cacauet                 | Sud Amèrica                        |
| 5000 aC      | Alvocat                 | Mèxic                              |
| c. 4200 aC   | Cotó d'illa de mar      | Perú                               |
| 4000 aC      | Mongeta comuna          | Centreamèrica                      |
| 3400 aC      | Cotó mexicà             | Vall de Tehuacán, Mèxic            |
| 3300 aC      | Cacau                   | Equador                            |
| 3000 aC      | Gira-sol, altres fesols | Arizona - Nou Mèxic                |
| 1500 aC      | Moniato                 | Altiplano Cundiboyacense, Colòmbia |
| 500 aC       | Tomàquet                | Mèxic                              |

## Difusió al Vell Món
La transferència de persones, collites, metalls preciosos i malalties del Vell Món al Nou Món i viceversa s'anomena Intercanvi colombià.
L'historiadora de l'alimentació Lois Ellen Frank anomena les patates, els tomàquets, el blat de moro, les mongetes, la carbassa, el xile, el cacau i la vainilla els "vuit màgics" ingredients que només es van trobar i s'utilitzaven a les Amèriques abans de 1492 i que es van portar a l'Antic a través de la Borsa de Colom. Món, transformant dràsticament la cuina allà. Segons Frank,
| « | "Si tenim en compte que aquests aliments eren inherentment autòctons, això vol dir que els italians no tenien el tomàquet, els irlandesos no tenien la patata, la meitat del plat nacional britànic —Fish and Chips— no existia. Els russos no tenien la patata, ni el vodka de la patata. No hi havia xiles en cap cuina asiàtica enlloc del món, ni hi havia xiles en cap plat de cuina de l'Índia oriental, inclòs el curri. I els francesos no tenien pas de confecció amb vainilla ni xocolata. Així que el Vell Món era un lloc completament diferent." | » |
| — | |   |